# Liješće (Brod)
Pour les articles homonymes, voir Liješće.
Liješće (en serbe cyrillique : Лијешће) est une localité de Bosnie-Herzégovine. Elle est située dans la municipalité de Brod et dans la république serbe de Bosnie. Selon les premiers résultats du recensement bosnien de 2013, elle compte 1 643 habitants.

## Démographie

### Évolution historique de la population dans la localité
| 1948  | 1953  | 1961  | 1971  | 1981  | 1991   | 2013  |
| ----- | ----- | ----- | ----- | ----- | ------ | ----- |
| 3 105 | 3 136 | 3 037 | 2 383 | 2 140 | 2 032, | 1 643 |

|  |